# Gojūshiho
Gojūshiho (jap. 五十四歩, dt. 54 Schritte) sind im Shōtōkan-Karate zwei Kata-Varianten:
- Gojūshiho dai (jap. 五十四歩大, dt. Große [Kata der] 54 Schritte)
- Gojūshiho shō (jap. 五十四歩小, dt. Kleine [Kata der] 54 Schritte)

## Ursprung
Der Ursprung dieser beiden Kata liegt in der chinesischen Dao (chin. für Kata) Useishi. Diese Kata wurde auf Okinawa im Shōrin-ryū gelehrt und von Itosu Yasutsune, einem Meister dieses Stiles, an Mabuni Kenwa weitergegeben. Dieser übernahm die Kata in sein Shitō-ryū und lehrte sie später seinem Freund Funakoshi Gichin, dem Entwickler des Shōtōkan, der aus dieser Kata dann in Zusammenarbeit mit seinem Sohn Yoshitaka die „Shō-Variante“ hervorbrachte. Neben der Kata Unsu gelten Gojūshiho dai und Gojūshiho shō als die höchsten Meisterkata im Shotokan Stil.